# Anton Schwarzkopf

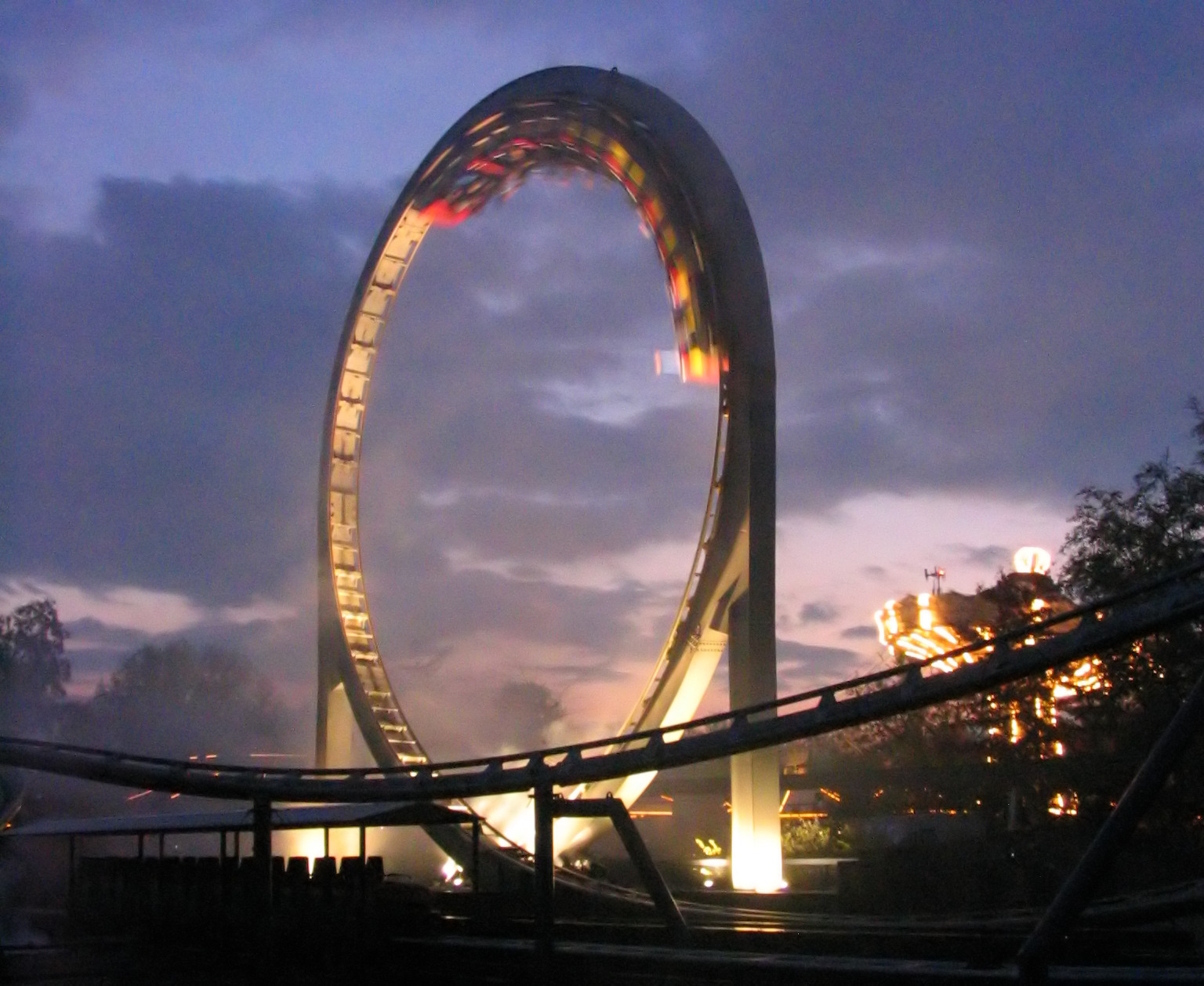
Looping Star (montaña rusa diseñada por Schwarzkopf), en el parque de atracciones Bobbejaanland de Lichtaert (Bélgica).

Anton Schwarzkopf (Behlingen, 8 de julio de 1924-30 de julio de 2001) fue un ingeniero alemán, especialista en el diseño de montañas rusas y de otras atracciones para parques de atracciones.

## Infancia y juventud
El padre de Schwarzkopf tenía un modesto taller de reparaciones en el que empezó a trabajar Anton. En el taller tenían como clientes a circos y acabaron especializándose en sus caravanas y medios de transporte. 
Anton combatió en la Segunda Guerra Mundial y cayó prisionero de los estadounidenses en Italia. 

## Actividad industrial

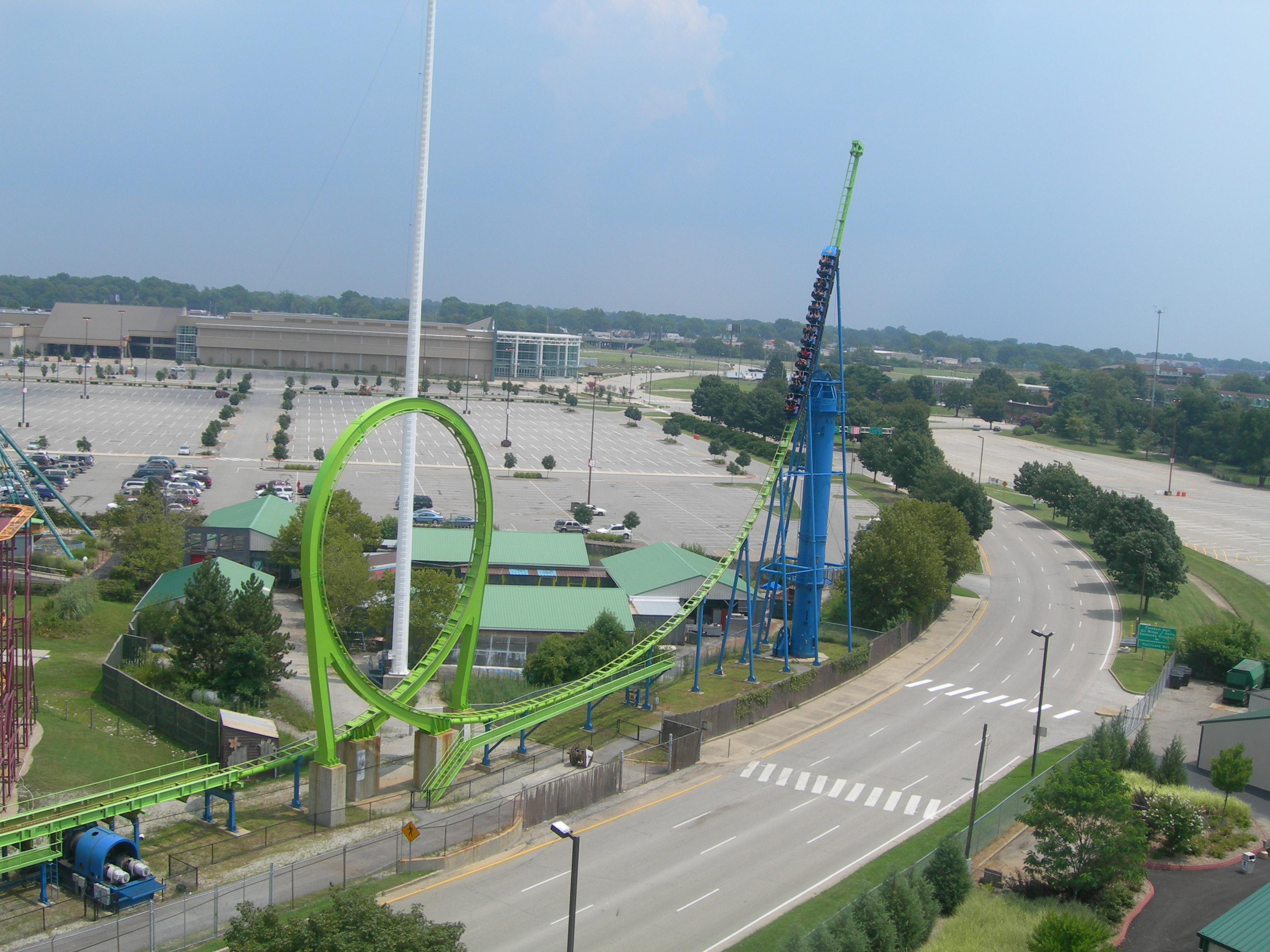
Greezed Lightnin, montaña rusa construida por Schwarzkopf e instalada en el parque de atracciones Kentucky Kingdom, en Louisville (Estados Unidos).

Una vez terminada la guerra, recuperó sus actividades industriales y fabricó entre 1948 y 1955 35 vehículos para el transporte de circos. Decidió ampliar las actividades de su negocio y lo enfocó al diseño de atracciones de feria. Así, a partir de 1954 fue presentando el Tren Fantasma, el Palacio de la Risa o la Jet Spiral. En 1964 diseñó su primera montaña rusa, The Wildcat. Su empresa creció rápidamente y se sucedieron encargos muy importantes, como sendas montañas rusas para los parques de atracciones Gröna Lund de Estocolmo (1965) y de Liseberg, en Gotemburgo (1966).
Las atracciones de Schwarzkopf fueron muy innovadoras. Inventó un tipo de montaña rusa llamada «tren minero» (en el que se evocaba el paisaje del Oeste de los Estados Unidos); la idea del duelo de montañas rusas (en las que se cruzan los circuitos de dos o más montañas rusas), el primer bucle vertical (looping) en una montaña rusa de metal (1976) o la construcción de la primera montaña rusa que no consistía en un circuito cerrado (Shuttle Loop).

## Últimos años
La empresa de Anton Schwarzkopf tuvo problemas económicos y, debido a sus importantes deudas, cesó su actividad en 2001. Schwarzkopf murió ese mismo año, tras haber sufrido durante largos años la enfermedad de Parkinson.

## Montañas rusas construidas por Schwarzkopf
| Nombre de la atracción         | Modelo                   | Año de inauguración | Nombre del parque de atracciones y localidad en la que se encuentra | País           |
| ------------------------------ | ------------------------ | ------------------- | ------------------------------------------------------------------- | -------------- |
| 7 Picos                        | Wildcat 54m              | 1969                | Parque de Atracciones de Madrid, Madrid                             | España         |
| Alpenblitz                     | Alpenblitz II            | 1979                | Bobbejaanland, Lichtaert                                            | Bélgica        |
| Aconcagua                      | Super Speed Racer        | 1982                | Parque de la Ciudad, Buenos Aires                                   | Argentina      |
| Big Bend                       | Speed Racer              | 1980                | Six Flags St. Louis, Eureka                                         | Estados Unidos |
| Black Hole                     | Jet Star                 | 2005                | Alton Towers, Alton                                                 | Reino Unido    |
| Bobsleigh                      | City Jet Jet 400         | 1995                | Nigloland, Dolancourt                                               | Francia        |
| Bullet                         | Shuttle Loop Portable    | 1982                | Selva Mágica, Guadalajara                                           | México         |
| Cascabel 2.0                   | Shuttle Loop Flywheel    | 1980                | La Feria de Chapultepec Mágico, Ciudad de México                    | México         |
| Colossus the Fire Dragon       | Doble Looping            | 1984                | Lagoon Amusement Park, Farmington                                   | Estados Unidos |
| Gebirgsbahn                    | -                        | 1975                | Phantasialand, Brühl                                                | Alemania       |
| Grand Canyon Bahn              | Alpenblitz II            | 1978                | Phantasialand, Brühl                                                | Alemania       |
| Greezed Lightnin'              | Shuttle Loop Weight Drop | 2003                | Kentucky Kingdom, Louisville                                        | Estados Unidos |
| Greezed Lightnin'              | Shuttle Loop Flywheel    | 1978                | Six Flags AstroWorld, Houston                                       | Estados Unidos |
| Greased Lightnin'              | Shuttle Loop Weight Drop | 1977                | California's Great America, Santa Clara                             | Estados Unidos |
| Jet Star 2                     | Jet Star 2               | 1976                | Lagoon, Farmington                                                  | Estados Unidos |
| Katapul                        | Shuttle Loop Weight Drop | 1999                | Hopi Hari, Vinhedo                                                  | Brasil         |
| King Kobra                     | Shuttle Loop Weight Drop | 1977                | Kings Dominion, Richmond                                            | Estados Unidos |
| Laser                          | Double Looping           | 1986                | Dorney Park & Wildwater Kingdom, Allentown                          | Estados Unidos |
| Lisebergbanan                  | Custom - Schwarzkopf     | 1987                | Liseberg, Gotemburgo                                                | Suecia         |
| Looping Star                   | Looping Star             | 1980                | OK Corral, Cuges-les-Pins                                           | Francia        |
| Mind Bender                    |                          | 1978                | Six Flags Over Georgia, Atlanta                                     | Estados Unidos |
| Mindbender                     | -                        | 1985                | Galaxyland Amusement Park, Edmonton                                 | Canadá         |
| Montezooma's Revenge           | Shuttle Loop Flywheel    | 1978                | Knott's Berry Farm, Buena Park                                      | Estados Unidos |
| The New Revolution             | -                        | 1976                | Six Flags Magic Mountain, Valencia                                  | Estados Unidos |
| Nightmare at Crack Axle Canyon | Jet Star                 | -                   | Great Escape, Queensbury                                            | Estados Unidos |
| Olympia Looping                |                          | 1989                | Es transportable, así que viaja por ferias alemanas.                | Alemania       |
| Psyké Underground              | Shuttle Loop Flywheel    | 1982                | Walibi Belgium, Wavre                                               | Bélgica        |
| Quimera                        | -                        | 1984                | La Feria de Chapultepec Mágico, Ciudad de México                    | México         |
| Radar                          | Wildcat 54m              | 1965                | Gröna Lund, Estocolmo                                               | Suecia         |
| Raptor Attack                  | Wildcat 45m              | 1987                | Lightwater Valley, Ripon                                            | Reino Unido    |
| Scorpion                       | Silverarrow              | 1980                | Busch Gardens Tampa Bay, Tampa                                      | Estados Unidos |
| Shock Wave                     | -                        | 1978                | Six Flags Over Texas, Arlington                                     | Estados Unidos |
| Sooperdooperlooper             | -                        | 1977                | Hersheypark, Hershey                                                | Estados Unidos |
| Super 8                        | Wildcat 65m              | 1966                | Liseberg, Gotemburgo                                                | Suecia         |
| Tsunami                        | -                        | 1986                | Parque Temático Isla San Marcos, Aguascalientes                     | México         |
| Vertigo                        | Looping Star             | 2010                | Zoomarine, Roma                                                     | Italia         |
| Wildcat                        | Wildcat 65m              | 1970                | Cedar Point, Sandusky                                               | Estados Unidos |
| Wild Cat                       | Wildcat 54m              | 1984                | Parque de la Ciudad, Buenos Aires                                   | Argentina      |

## Otras atracciones
- Dante's Inferno'. Tren fantasma, en Astroland (Coney Island, Estados Unidos).
- Mustekala. Pulpo mecánico, en Linnanmäki (Helsinki, Finlandia).
- Reef Diver. Noria Enterprise, en Dreamworld (Coomera, Australia).
- Wiener Rad. Noria, en Bobbejaanland (Lichtaert, Kasterlee, Bélgica).
- Zweef Apollo. Sillas voladoras, en el Parque de Atracciones de Slagharen, Países Bajos.